# یولیتس ژوکوسکاس
یولیتس ژوکوسکاس (انگلیسی: Eurelijus Žukauskas؛ زادهٔ ۲۲ اوت ۱۹۷۳) بازیکن بسکتبال اهل لیتوانی است.
از باشگاه‌هایی که در آن بازی کرده‌است می‌توان به باشگاه بسکتبال المپیاکوس اشاره کرد.
وی در مسابقات کشوری و بین‌المللی در مجموع برندهٔ ۱ مدال طلا، ۲ مدال برنز شده‌است.